# 마쓰시게정
마쓰시게정(일본어: 松茂町)은 일본 도쿠시마현 북동부에 있는 이타노군의 정이다.
도쿠시마시와 나루토시 사이에 위치해 양시의 베드타운이 되고 있으며 도쿠시마 공항이 있는 도쿠시마의 관문이다.

## 인접한 자치체
- 도쿠시마시
- 나루토시
- 이타노군 기타지마정

## 역사
요시노강 하구의 모랫등에서 형성된 마을로 에도 시대 이후의 신전 개발로 개척된 땅이 많다. 신전 개발 때 쌓아 올린 제방에 소나무를 많이 심었던 것이 정명의 유래이다.
- 1889년 - 시정촌제가 시행되어 마쓰시게촌이 되었다.
- 1961년 - 정으로 승격해 마쓰시게정이 되었다.

## 교통

### 공항
- 도쿠시마 공항

### 도로
- 국도 11호선
- 국도 28호선